# Statue-menhir de Redoundet
La statue-menhir de Redoundet, appelée aussi statue-menhir de Gieussels, est une statue-menhir appartenant au groupe rouergat découverte à La Salvetat-sur-Agout, dans le département de l'Hérault en France.

## Description
Elle a été découverte en 1990 lors d'un défrichage. La statue a été redressée sur son lieu de découverte. Elle est complète mais son décor est très érodé. Elle a été gravée sur une dalle de granite d'origine locale. Elle mesure 2,63 m de hauteur sur  0,80 m de largeur et  0,35 m d'épaisseur.
C'est une statue masculine. Le bras et la main droite sont pratiquement effacés. le visage et le bras gauche ne sont plus visibles. Les jambes, disjointes, ne sont visibles que sur la face postérieure de la statue. Le personnage porte un baudrier, « l'objet »«  » et une ceinture avec un décor de traits verticaux (au dos).